# Норуз
Норуз (на персийски: نوروز, IPA:[noˈɾuːz] – Нов(ият) ден) е името на персийски новогодишен пролетен празник.
Норуз е първият ден от пролетта и началото на новата година в традиционния ирански календар. Празнува се в деня на астрономическото равноденствие, което обикновено е на 21 март (пролетното равноденствие) или 1 ден по-рано или по-късно. Часът, в който се изпраща старата и се посреща новата година, се нарича „Саал Тахвил“.
Това е зороастрийски религиозен празник.

## История и практика
В далечното минало, преди Шах Джамшид от персийската династия Пешдадиян, е основан фестивалът на Норуз, с който празнично се е посрещало настъпването на пролетта след студената тъмна зима. В онези времена Иран е пасторална общност и този фестивал бележи победата на доброто над злото със светлината, която побеждава тъмнината. Норуз се посреща с настъпването на астрономическата пролет, когато е пролетното равноденствие – вечерта се равнява на деня, а впоследствие денят започва да се увеличава.
Персийската Нова Година се празнува в продължение на най-малко 3000 години – традиция, която е дълбоко вкоренена в ритуалите и обичаите на иранците от тяхната древна религия Зороастрийството (религията на Древна Персия преди появата на исляма през 7 век). За зороастрийците, шестия ден след Норуз се нарича „Норуз-е Бозорг“ или „по-голяма Норуз“, тъй като се чества като рожден ден на Светия Заратустра. Това, което прави Норуз е уникално – това е единственият празник, който се почита от различни религиозни общности в различни страни.
В древни времена традиционната „Софра“, нареждана 7 дена преди Норуз, е наричана „Софре Хафт Шийн“ – Масата на Седемте „Ш“-та. Тя е символ на 7те дара на природата с имена, започващи с буквата на персийски език „Шийн“. Седмица преди празника се поставят в купичка на масата покълналите зърна от пшеница или леща, което символизира поникването и развитието на зелените растения. Масата е отрупана с плодове, ядки, сладки и закуски, свещи и Светото писание – „Хордех Авеста“ за зороастрийците. Поставят се също купа със златни рибки и кошница с шарени яйца, показващи нов живот. Обичаят повелява, че посетителите, които идват да споделят празника с домакините, трябва да се поръсят с ароматна розова вода и да се помолят да погледнат в огледалото, за да си пожелаят нещо. Някои казват, че този ритуал символизира, хората да са ароматни и свежи като рози и да са ярки и блестящи като огледалото, през новата година.

## Софре Хафт Шийн/Сийн
„Софре Хафт Шийн“ е маса, която символизира духа на празника по същия начин, както коледната елха и насърчава специално празнично настроение в продължение на тринадесет дни. Тя е съдържала седем конкретни елемента, заедно с редица допълнения, които са символизирали подновяване, щастие, богатство, добро здраве и всяко нещо, което си пожелаете за Новата година. Това е оригиналелен обичай на иранците, който датира повече от 3000 г. от зороастрийската религия и обичаи на древните перси. В древни времена всеки от елементите е съответствал на някое от 7-те творения и 7-те Свети Безсмъртни, които ги защитават.
„Софре Хафт Шийн“ съдържала следните елементи, започващи с Персийската буква „Шийн“ – „Шараб“ (вино), „Шир“ (мляко), „Шеребет Наранж“ (портокалов сок), „Шокуфре“ (пъпки), „Шам“ (свещ), „Шекер“ (захар), „Шахд“ (мед).
В Днешен Иран „Софре Хафт Сийн“ е същият обичай, но видоизменен от ислямската религия, така че да не включва „Шераб“ (Вино). Така Персийската буква „Шийн“ е заменена с буквата „Сийн“. Седемте елемента са: „Саману“ – сладък пудинг, направен от пшеничен зародиш, символизиращ богатство; „Сир“ (чесън) – символизиращ здраве; „Сиб“ (Ябълка) – символизиращ красотата и свежестта; „Сомак“ – червена подправка, която представлява цвета на изгрева; „Серке“ (оцет) – символизира зрялост и търпение; „Сабзе“ – покълнала пшеница или леща, която символизира растежа и новото начало; „Секе“ – (монети) – символизиращи просперитет и богатство. Някои хора поставят и „Сонбол“ – зюмбюл, който с неговите силни аромати възвестява идването на пролетта. Зороастрийците имат 7-дневен ритуал за отглеждане на семената от пшеница или леща (покълване), което напомня, че това са седемте дни на Сътворението, а тяхното покълване в нов растеж символизира възкресението и вечния живот, което трябва да дойде. Някои хора слагат на „Софре Хафт Сийн“ и златна рибка в аквариум, която е представител на животните. В древни времена след приключване на 13-дневното празнуване на Новата година рибките са били връщани в реките, но днес повечето хора си ги задържат като домашен любимец.
Също така върху Софрата се поставя огледало, а пред него се поставя запалена свещ като символ на огъня. В Древна Персия хората са слагали книгата „Авеста“ – свещена книга на зороастрийците, и са казвали своите молитви, за да благословят Новата година. В днешно време някои хора са я заменили с книгата „Диван-е Хафез“ (стихосбирката на Хафез). По време на посрещането на „Саал Тахвил“ хората четат стихове от нея, които са много почитани и популярни сред иранците. Съществува поверието, че в зависимост на кой стих попаднеш при отварянето на книгата, той е посветен на теб и предвещава какво ще ти се случи през новата година.
След „Саал Тахвил“ хората си раздават подаръци един на друг (традиционно пари, монети или златни монети), обикновено по-старите към по-младите. В първите няколко дни от Новата година всички иранци прекарват времето си в гостуване на по-старите членове на семейството, роднини и приятели. Децата получават подаръци и лакомства, и се консумират специални ястия и „Аджил“ (комбинация от различни ядки със стафиди и други сладки неща) или плодове. По традиция в нощта преди Нова година се готви специална гозба „Сабзи Поло Моахи“, ястие от ориз с пресни зелени подправки и с пушена и прясно пържена риба. Също така може да се сервира и „Куку Сабзи“, бъркани пържени яйца със свежи билки.

## Сизда Бедар
Днес в Иран честват края на Норуз на тринадесетия ден, който се нарича „Сизда Бедар“. На този ден всички хора излизат от къщите си и отиват сред природата, покрай реки и потоци да си направят празничен пикник. Тогава покълналата леща се хвърля в течаща вода, което символизира изхвърлянето на лошия късмет от предходната година. Иранците вярват, че „Сабзе“ не трябва да остане в къщата след „Сизда Бедар“. Също така за тях 13-ият ден го считат за лоша поличба, ако си останат в къщи и вярват, че като отидат в парка, те ще избягнат нещастията. Смята се също, че неомъжените момичета могат да си намерят съпруг, като отидат в полето и сплетът зелени върбови клонки във венец, който символизира брачните връзки.
Иранците смятат Норуз за най-големия празник на годината. Преди празника те основно почистват техните къщи „Хуне Такани“ и си купуват нови дрехи. Празнуването на Норуз продължава 13 дена, през които времето се прекарва в семейни и приятелски гостувания, танци, песни и гощавки – дълго забавление за всички иранци, млади и стари.

## Чахаршанбе Сури
Няколко дена преди настъпването на Норуз иранците имат още един празник, който се нарича „Чахаршанбе Сури“ (което буквално в превод означава Чахаршанбе – сряда, а Сури – празник). Той се провежда преди „Саал Тахвил“, в последната сряда на старата година, и всъщност във вторник вечерта. Хората палят огньове и всички, млади и стари, се веселят – пеят и танцуват, и прескачат огньовете като изричат следните думи:
„Сорхи-е то аз ман, Зарди-е ман аз то!“ – „Дай ми твоя красив червен цвят и си вземи обратно жълтия!“
Това означава: Аз ще ти дам моя жълт цвят (знак за болест), а ти ще ми дадеш твоя огнено червен цвят (знак за здравето). Това е ритуал за пречистване, който се нарича „Сури“ (сам по себе си означава червено и огнено).

## Аму Норуз и Хаджи Фируз
В честването на Персийската Нова Година участват 2 митични герои – Аму Норуз („чичо“ на Норуз) заедно с неговия помощник Хаджи Фируз. Те са разпоредители на пролетта всяка година, според персийската традиция. В навечерието на пролетното равноденствие, когато персийската Нова година се празнува, Аму Норуз носи подаръци на децата, подобно на западния си колега Дядо Коледа. Хаджи Фируз е предвестник на настъпването на Но Руз (Новият Ден – Пролетта), докато Аму Норуз е повече от един уважаван стар герой, който дава подаръци на Норуз. Хаджи Фируз е млад, игрив клоун, който танцува, пее, и свири на дайре, за да донесе добро настроение, а Аму Норуз е един мъдър старец, който на Норуз разказва легенди и древни истории на младите, което символизира уважението и респекта на младото поколение към по-възрастното. Също така Хаджи Фируз събира пари от заможните и възрастни хора, докато Аму Норуз раздава на бедните и на младите. Заедно с тях на Норуз, се включва и още един митичен герой – Нанех Сарма, която се нарича дама на студените магии, или баба скреж.

## Норуз пожелания
- „Норуз Мобарак“ – „Честита Нова Година“
- „Ейде Шома Мобарак“' – „Честита Нова Година и на вас“
- „Норуз Пируз“ – „Желая ти успешна Нова Година“
- „Сад Саал бех азин Саал-ха“ – „Желая ви още 100 по-добри години“.